# Orthetrum

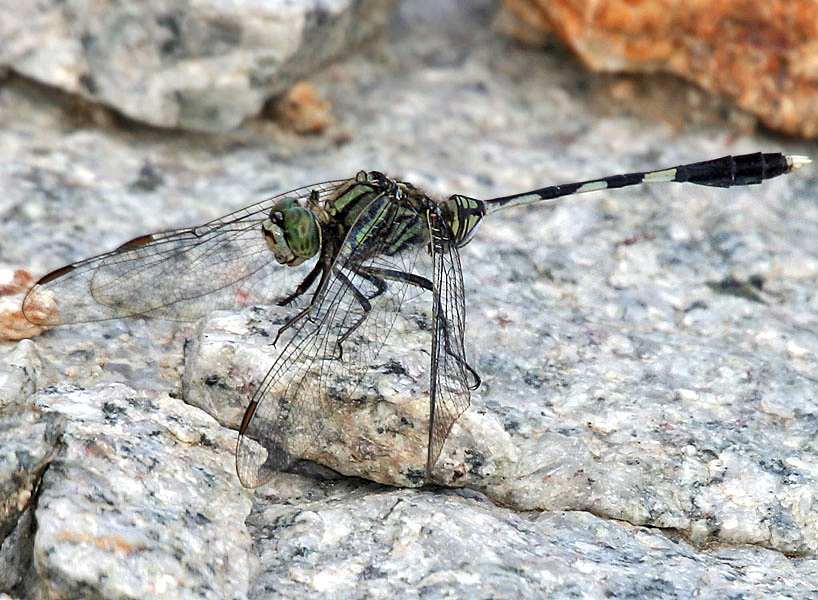
Orthetrum sabina

Orthetrum là một chi chuồn chuồn ngô trong họ Libellulidae. Đây là một chi rất lớn, phân bố rộng khắp Cựu Thế giới.

## Các chi
Chi này gồm các loài:
- Orthetrum abbotti Calvert, 1892
- Orthetrum africanum (Selys, 1887)
- Orthetrum albistylum Selys, 1848 - White-Tailed Skimmer[2]
- Orthetrum anceps (Schneider, 1845)
- Orthetrum angustiventre (Rambur, 1842)
- Orthetrum austeni (Kirby, 1900)
- Orthetrum austrosundanum Lieftinck, 1953
- Orthetrum azureum (Rambur, 1842)
- Orthetrum balteatum Lieftinck, 1933 - Speckled Skimmer[3]
- Orthetrum borneense Kimmins, 1936
- Orthetrum boumiera Watson & Arthington, 1978 - Brownwater Skimmer[3]
- Orthetrum brachiale (Palisot de Beauvois, 1805)
- Orthetrum brunneum (Fonscolombe, 1837) - Southern Skimmer[2]
- Orthetrum caffrum (Burmeister, 1839)
- Orthetrum caledonicum (Brauer, 1865) - Blue Skimmer[3]
- Orthetrum cancellatum (Linnaeus, 1758) - Black-Tailed Skimmer[2]
- Orthetrum capense Calvert, 1893
- Orthetrum chrysis (Selys, 1891)
- Orthetrum chrysostigma (Burmeister, 1839) - Epaulet Skimmer[2]
- Orthetrum coerulescens (Fabricius, 1798) - Keeled Skimmer[2]
- Orthetrum glaucum (Brauer, 1865) - Blue Marsh Hawk[4]
- Orthetrum guineense Ris, 1909
- Orthetrum guptai Baijal, 1955
- Orthetrum helena Buchholz, 1954
- Orthetrum hintzi Schmidt, 1951
- Orthetrum icteromelan Ris, 1910
- Orthetrum japonicum (Uhler, 1858)
- Orthetrum julia Kirby, 1900
- Orthetrum kollmannspergeri Buchholz, 1959
- Orthetrum kristenseni Ris, 1911
- Orthetrum latihami Pinhey, 1966
- Orthetrum lemur Ris, 1909
- Orthetrum lineostigma (Selys, 1886)
- Orthetrum luzonicum (Brauer, 1868)
- Orthetrum machadoi Longfield, 1955
- Orthetrum macrostigma Longfield, 1947
- Orthetrum martensi Asahina, 1978
- Orthetrum melania (Selys, 1883)
- Orthetrum microstigma Ris, 1911
- Orthetrum migratum Lieftinck, 1951 - Rosy Skimmer[3]
- Orthetrum monardi  Schmidt, 1951
- Orthetrum nitidinerve (Selys, 1841) - Yellow-Veined Skimmer[2]
- Orthetrum poecilops Ris, 1916
- Orthetrum pruinosum (Burmeister, 1839) - Crimson-tailed Marsh Hawk[4]
- Orthetrum ransonneti (Brauer, 1865)
- Orthetrum robustum Balinsky, 1965
- Orthetrum rubens Barnard, 1937
- Orthetrum sabina (Drury, 1770) - Slender Skimmer[2][3]
- Orthetrum saegeri Pinhey, 1966
- Orthetrum sagitta Ris, 1915
- Orthetrum serapia Watson, 1984 - Green Skimmer[3]
- Orthetrum signiferum Lieftinck, 1926
- Orthetrum silvarum Lieftinck, 1934
- Orthetrum stemmale (Burmeister, 1839)
- Orthetrum taeniolatum (Schneider, 1845) - Small Skimmer[2]
- Orthetrum testaceum (Burmeister, 1839)
- Orthetrum translatum Bartenev, 1929
- Orthetrum triangulare (Selys, 1878) - Blue-tailed Forest Hawk[4]
- Orthetrum trinacria (Selys, 1841) - Long Skimmer[2]
- Orthetrum villosovittatum (Brauer, 1868) - Fiery Skimmer[3]

## Hình ảnh

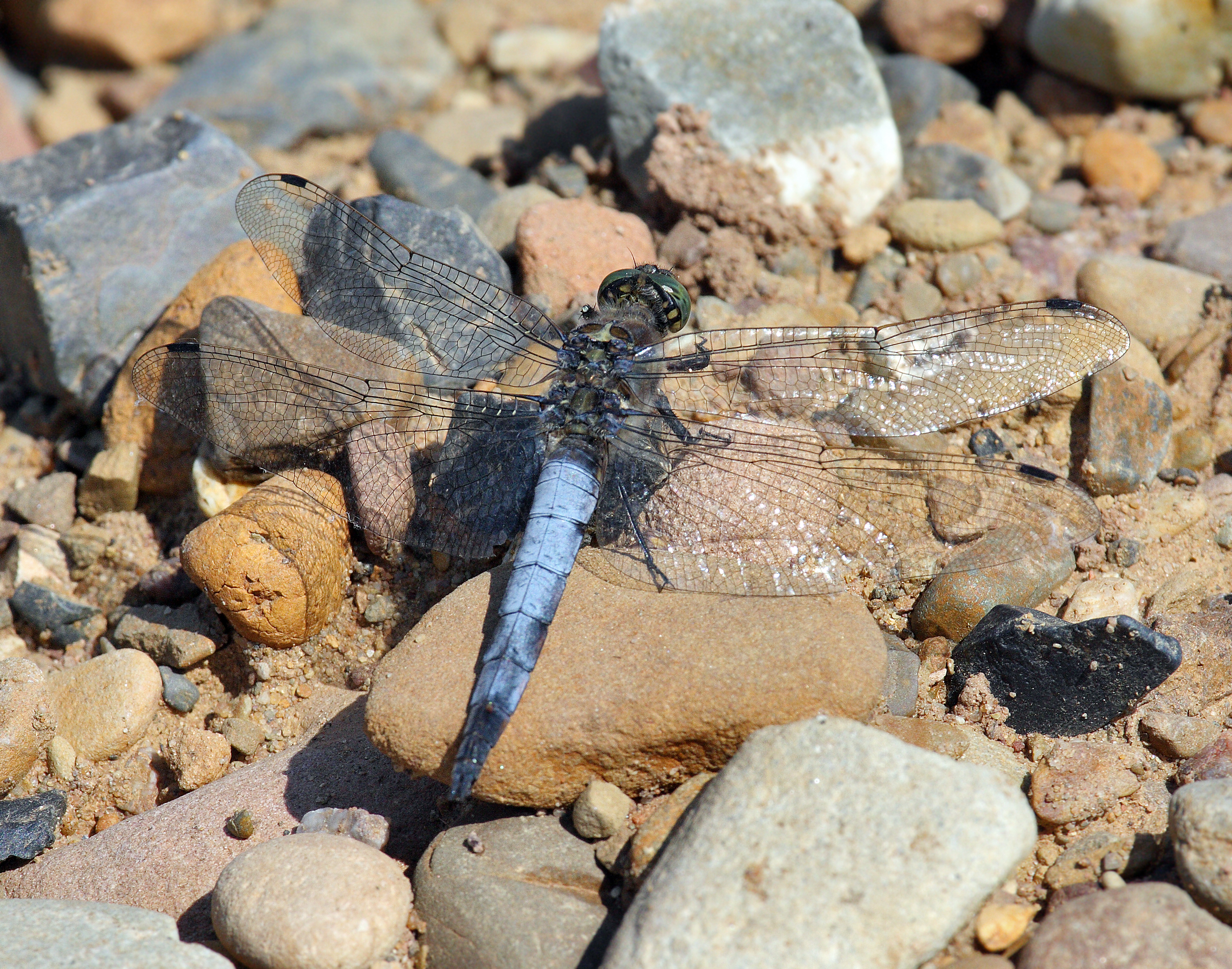
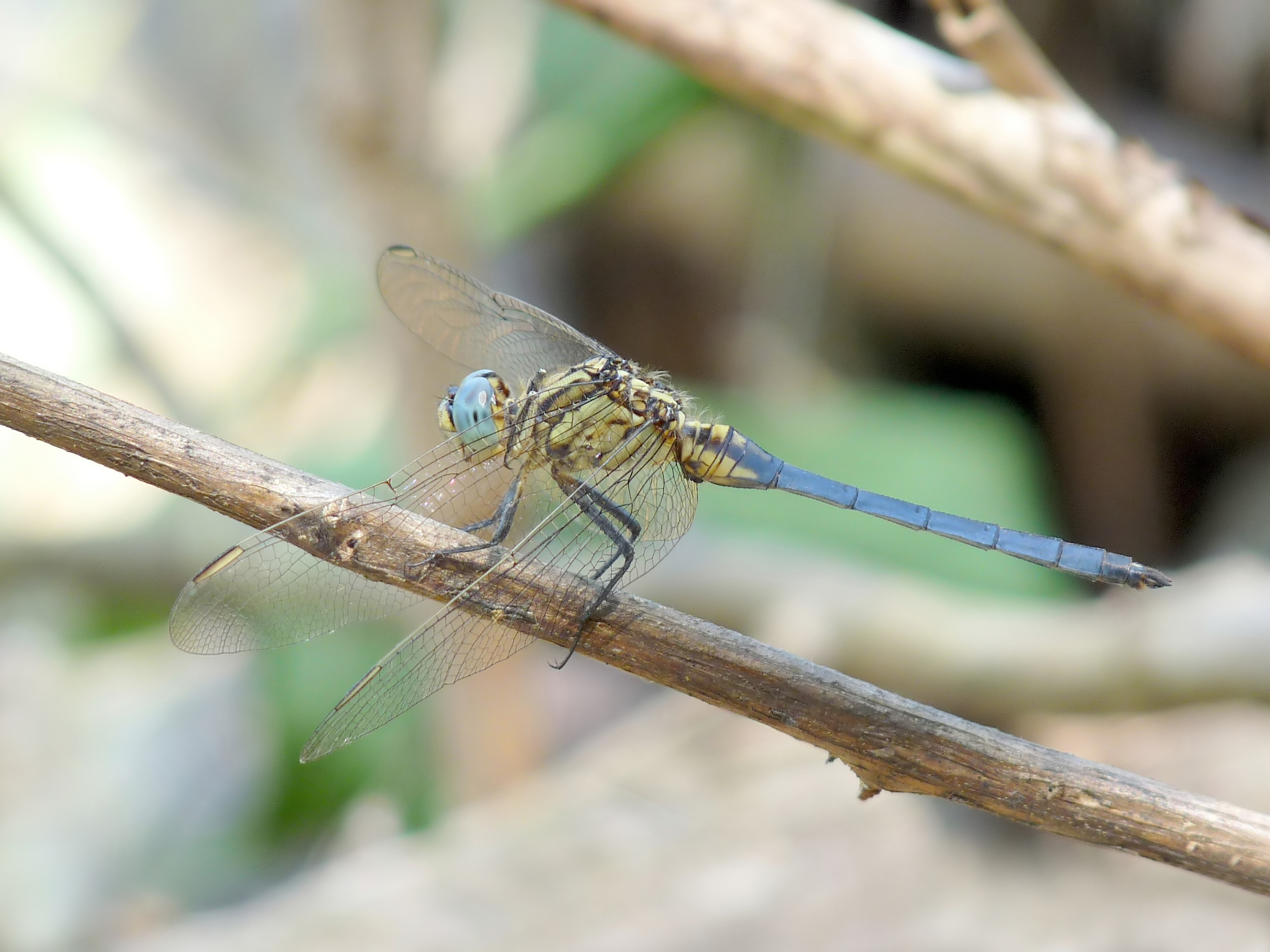
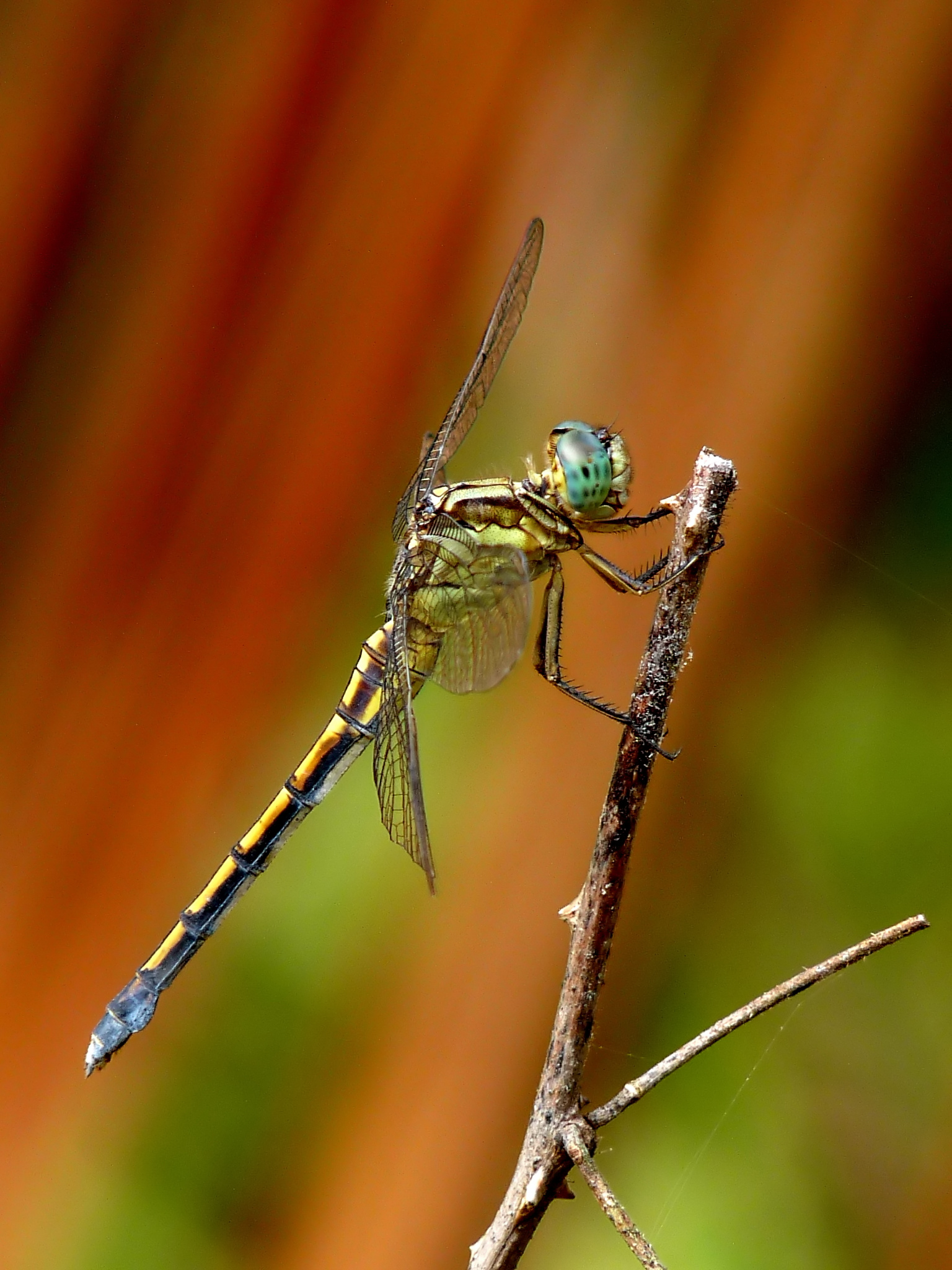
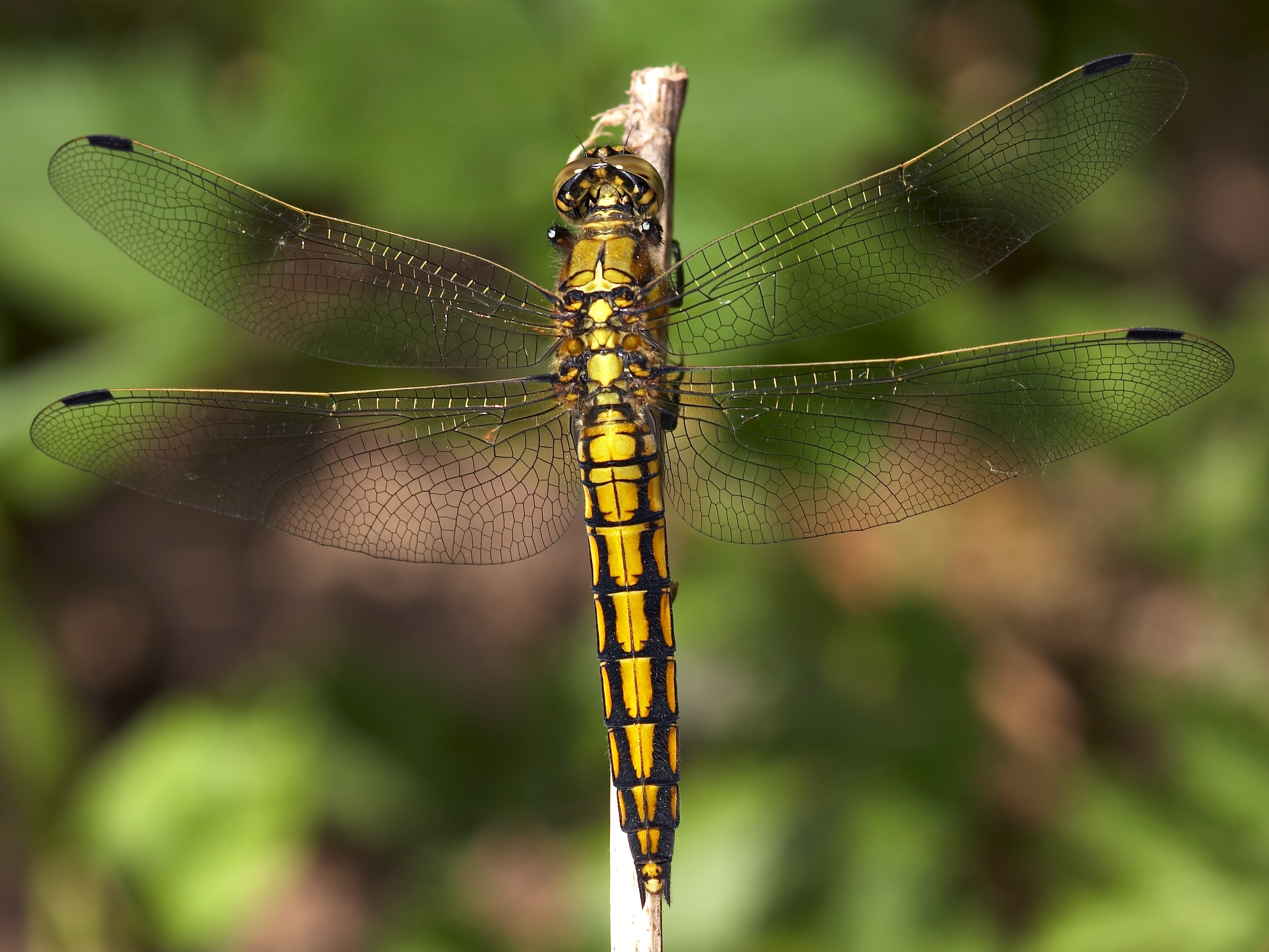